# Montgomery (Illinois)
Montgomery – wieś w Stanach Zjednoczonych, w stanie Illinois, w hrabstwie Kane.